# دوقلوهای الهی

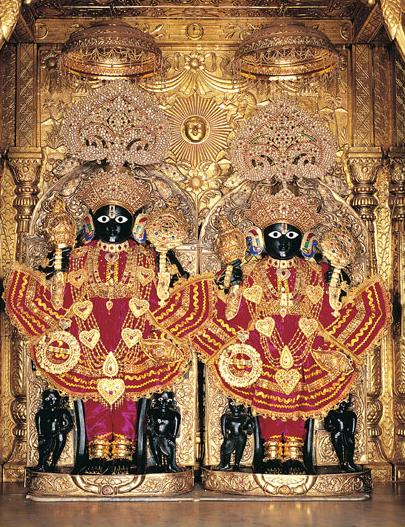
خدایان دوقلو در هندوستان: نارا-نارایانا.

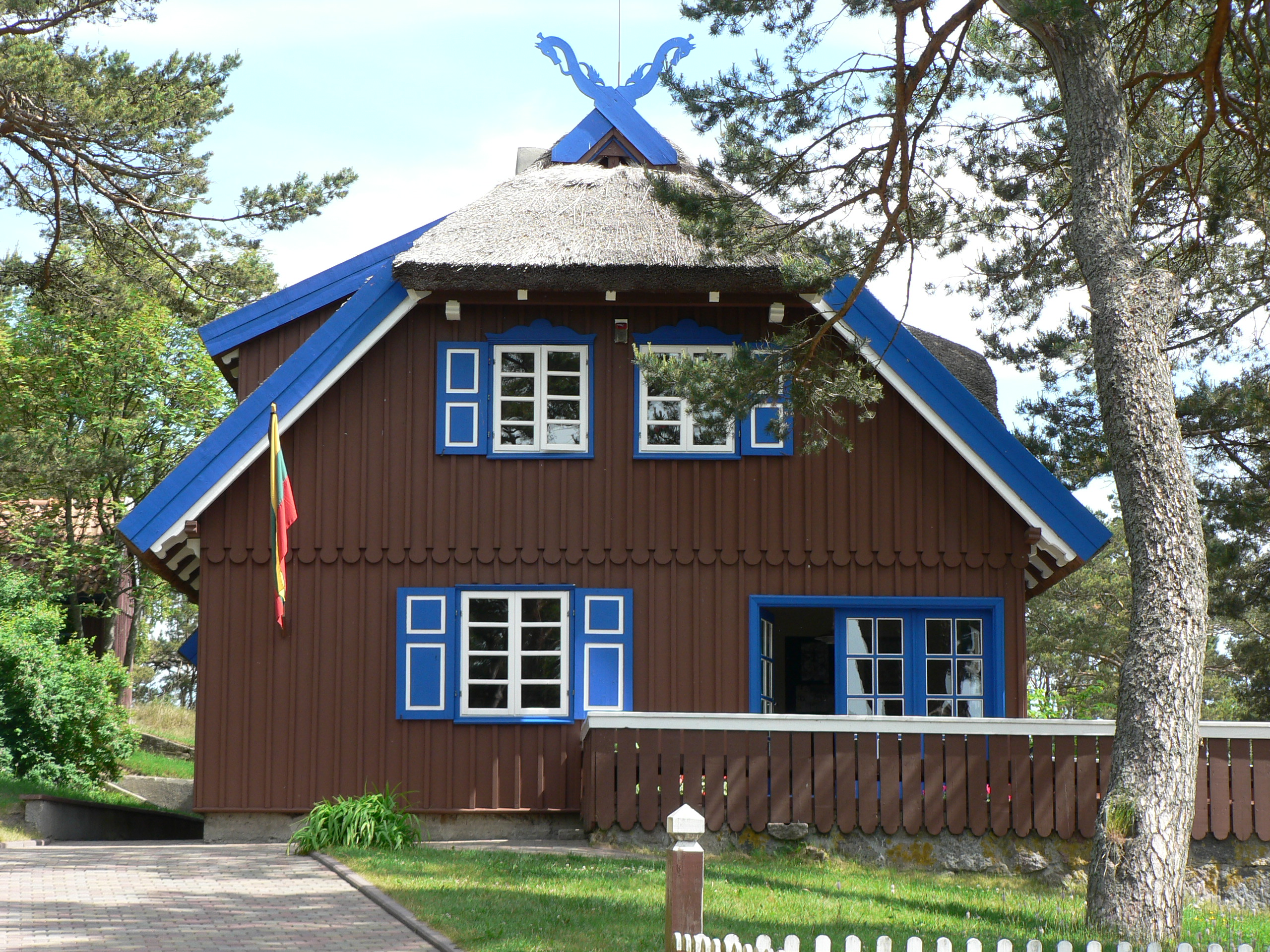
نمادی از دوقلوهای Ašvieniai که معمولاً به نام اسب کوچکشناخته می‌شوند، بر پشت بام یک خانه در نیدا، لیتوانی

دوقلوهای الهی افسانک‌هایی در میان دین مردمان نیا هند و اروپایی بوده‌است.

## نمونه
- دیوسکوری یونانی، کستور و پولوکس، پسران زئوس و لدا.
- اشوین‌های هندو/ودیک، پسران سارانیو و سوریا.
- نارا-نارایانا هندو، این دو برادر آواتار خدای ویشنو در زمین بودند.
- آشویئنیای لیتوانیایی، که یک کالسکه از Saulė (خورشید) را از آسمان فرود آرند.
- دییوا دلی لاتویایی، پسران خدایان Auseklis (زهره) و Pērkons (تندر).[۱]
- پالیسی سیسیلی، یک افسانه ساخته شده که فرزندی از زئوس یا احتمالاً هفائستوس با آتنا یا ثالیا است. اما ادعای دیگری او را فرزند خدای سیسیلی Adranus می‌داند.
- خدایان آلسیس ژرمنی، یک جفت مرد جوان که برادرند و توسط Naharvali پرستش می‌شدند.
- رموس و رمولوس ایتالیایی، داستانی که اتفاقات منجر به تأسیس شهر رم و پادشاهی روم توسط رومولوس را بیان می‌کند.
- هنگیست و هورسا آنگلو-ساکسونی، گفت: از داستان‌های آنگل‌ها، ساکسون‌ها و جوت‌ها در قرن ۵ بریتانیا بود.

لادا و لادو اسلاو، زن و مردی تجسم یکدیگر که نشان از زیبایی و باروری بودند. گاه همسر و گاه مادر-فرزند دانسته شده‌اند.
- تریز و زریز تَریز و زَریز بر پایهٔ مزدیسنا نام یک دیو از دیوهای کماله آفریده اهریمن می‌باشند. نام تریز همراه با زریر در ادبیات زرتشتی پیوسته با هم می‌آید. تریز دشمن خرداد و زریز دشمن امرداد می‌باشند.

در ناحیه یوروبا اریشا-ایبجی و در هائیتی Marassa Jumeaux نمونه‌های مشابهی هستند که در خارج از قلمرو فرهنگی هند و اروپایی رشد یافتند.